# Jana Burbach
Jana Burbach (* 1985 in München) ist eine deutsche Drehbuchautorin.

## Leben
Jana Burbach studierte 2004 bis 2007 Klassische Altertumswissenschaft und Englisch an der University of Oxford und von 2009 bis 2011 Expanded Theater an der Hochschule der Künste Bern. 2010 bis 2013 war sie Autorin für die Schweizer Künstlergruppe 400asa. 2013 bis 2014 war sie Stipendiatin der Drehbuchwerkstatt München und danach Teilnehmerin beim Weiterbildungsprogramm Serial Eyes der DFFB.
Für ihre Arbeit an der Serie Bad Banks wurde sie 2019 für den Deutschen Fernsehpreis nominiert. 
Jana Burbach entwickelte bis 2025 die Serie Parallel Me für den Streamingdienst Paramount+. Im Interview mit MasterCut erklärte Burbach, dass sie hier erstmals auch die Funktion eines Showrunners übernahm.

## Filmografie (Auswahl)
- 2018: Bad Banks (Fernsehserie, 6 Folgen)
- 2018: Just Push Abuba (Fernsehserie)
- 2020: Die Heiland – Wir sind Anwalt (Fernsehserie, 6 Folgen)
- 2021: Tribes of Europa (Fernsehserie)
- 2025: Parallel Me (Fernsehserie, 8 Folgen)[3]